# Markuslöwe

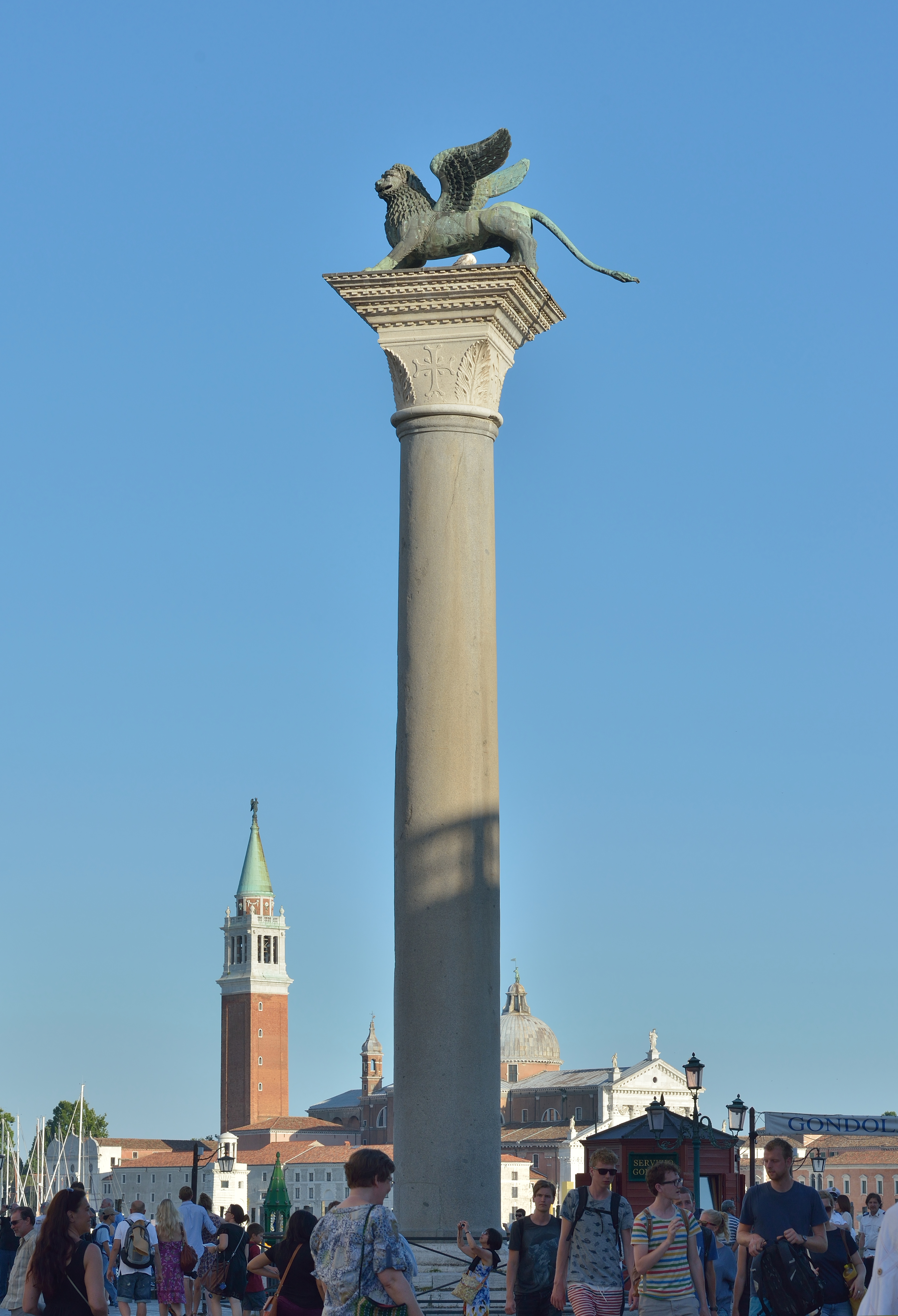
Die Markussäule auf der Piazzetta San Marco in Venedig

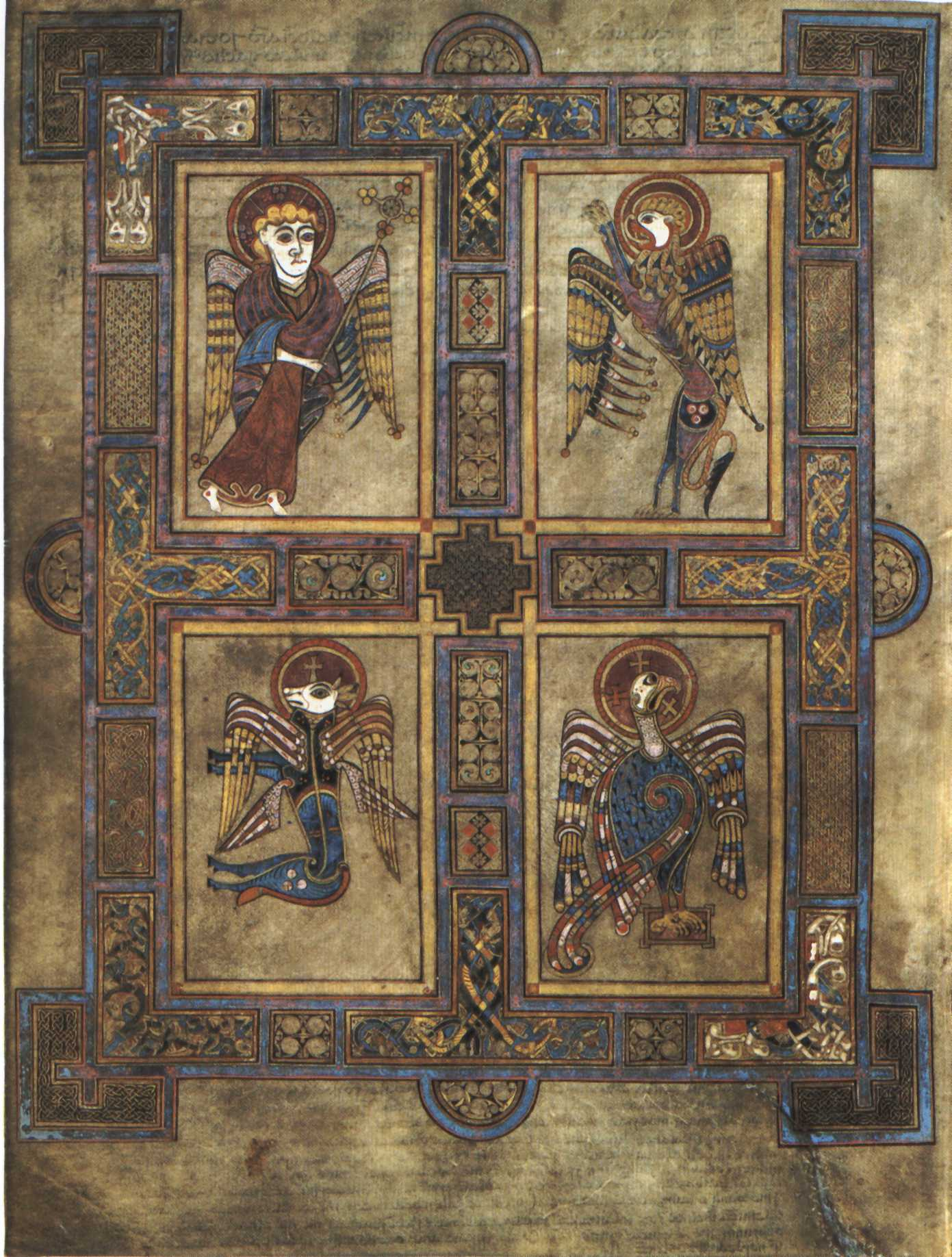
Evangelistensymbole im Book of Kells, 7.–10. Jh.

Der Markuslöwe ist das Symbol des Evangelisten Markus, in Abbildungen des Evangelisten ist er sein Attribut, er war das Symbol der Republik Venedig und heute der Stadt Venedig.

## Herkunft des Symbols
Markus starb unter Kaiser Nero als Märtyrer in Alexandria, und der Legende zufolge wurden seine Überreste im Jahr 827 nach Venedig überstellt, wo er zum Schutzpatron der Stadt wurde. Mittelalterliche Theologen erwählten den Löwen, eine von vier apokalyptischen Bestien, zu seinem Symbol.
Die älteste Quelle ist das Buch Ezechiel des Alten Testaments:

„4 Und ich sah, und siehe, es kam ein ungestümer Wind von Norden her, eine mächtige Wolke und loderndes Feuer, und Glanz war rings um sie her, und mitten im Feuer war es wie blinkendes Kupfer. 5 Und mitten darin war etwas wie vier Wesen; die waren anzusehen wie Menschen. 6 […] 10 Ihre Angesichter waren vorn gleich einem Menschen und zur rechten Seite gleich einem Löwen bei allen vieren und zur linken Seite gleich einem Stier bei allen vieren und hinten gleich einem Adler bei allen vieren.“

Diese Stelle deuteten frühe christliche Theologen als Präfiguration entsprechender Wesen in der Offenbarung des Johannes. Die vier Lebewesen stehen dort um den Thron Gottes:

„Und das erste Wesen war gleich einem Löwen, und das zweite Wesen war gleich einem Stier, und das dritte Wesen hatte ein Antlitz wie ein Mensch, und das vierte Wesen war gleich einem fliegenden Adler.“

Zu Beginn des vierten Jahrhunderts setzte der Kirchenvater Hieronymus die vier apokalyptischen Wesen mit den vier Evangelisten gleich. Bei Markus begründete man das mit den Anfangssätzen des Evangeliums: „Es ist eine Stimme eines Predigers in der Wüste: Bereitet den Weg des Herrn, macht seine Steige eben!“ (Mk 1,3 ), wobei „eine laut rufende Stimme in der Wüste“ den frühchristlichen Theologen für eine Assoziation mit einem Löwen ausreichte.

### Rezeption
- Georg Philipp Telemann schuf die lange Johann Sebastian Bach zugeschriebene Kantate zum Michaelisfest, Siehe, es hat überwunden (BWV 219, TVWV 1:1328).
- In Heinrich von Herzogenbergs Die Passion (op. 93) ist dies die tröstende Antwort auf den Tod Jesu: „Weine nicht! Siehe, es hat überwunden der Löwe, der da ist vom Geschlechte Juda. Das Lamm, das erwürget ist, ist würdig zu nehmen Ehre, Preis und Lob. Amen.“ (Nr. 31, Chor)
- Das Benutzen eines Löwen in Clive Staples Lewis Die Chroniken von Narnia als eine messianische Figur wird als mögliche Verbindung zu diesem Teil der Offenbarung gesehen.

## Der Markuslöwe in Venedig

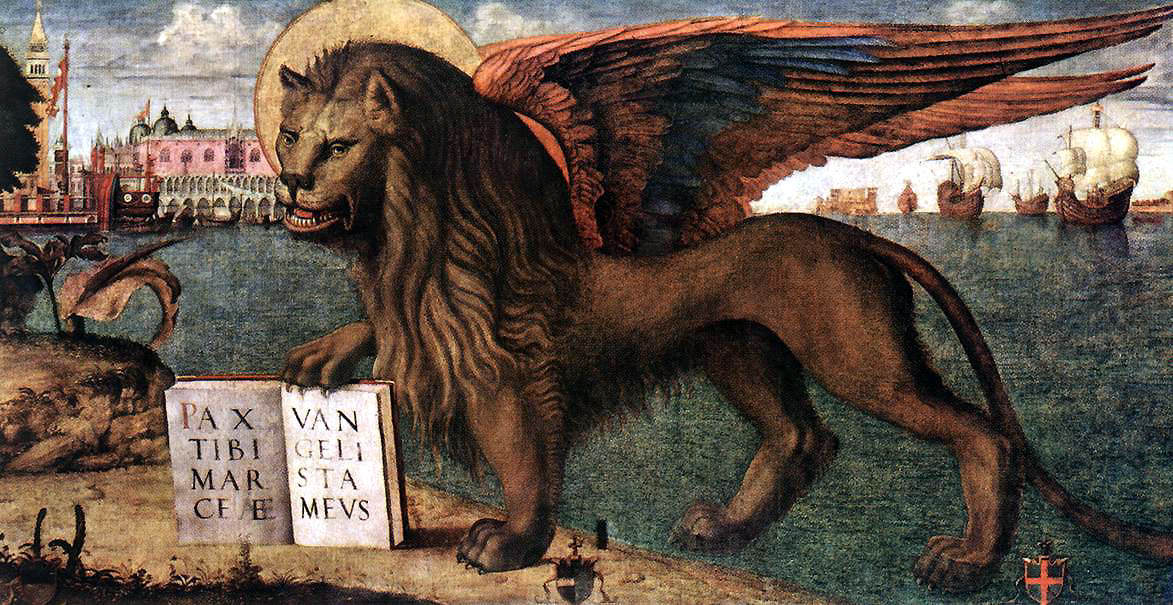
Ausschnitt aus einem Gemälde von Carpaccio im Dogenpalast, 1516, PAX TIBI MARCE EVANGELISTA MEVS

In Venedig ruhen seit 828 die Reliquien des Evangelisten Markus, nachdem diese – wahrscheinlich auf Initiative des Dogen Giustiniano Particiaco – von venezianischen Seefahrern in Alexandria geraubt und nach Venedig überführt worden waren. Markus verdrängte den Stadtheiligen Theodor und wurde zum ersten Stadtpatron Venedigs und die Stadt – neben Rom und Santiago de Compostela – zu einer der am meisten besuchten christlichen Pilgerstätten Europas. 
Venedig nannte sich fortan Serenissima Repubblica di San Marco, führte schließlich den Markuslöwen im Wappen und hinterließ ihn als Herrschaftszeichen in allen Städten der ehemaligen Seerepublik (vgl. Venezianische Kolonien). Die Dogen wurden auf Münzen und Reliefs dargestellt, wie sie kniend das Banner aus der Hand des Heiligen selbst empfangen.
Der Markuslöwe Venedigs wird mit einem aufgeschlagenen – in Kriegszeiten gelegentlich auch mit verschlossenem – Buch dargestellt. Zu lesen sind die Worte PAX TIBI MARCE EVANGELISTA MEUS (Friede sei mit dir, Markus, mein Evangelist). In Zusammenhang mit Kriegsflaggen oder der venezianischen Flotte wird das Buch oft durch ein Schwert ersetzt.

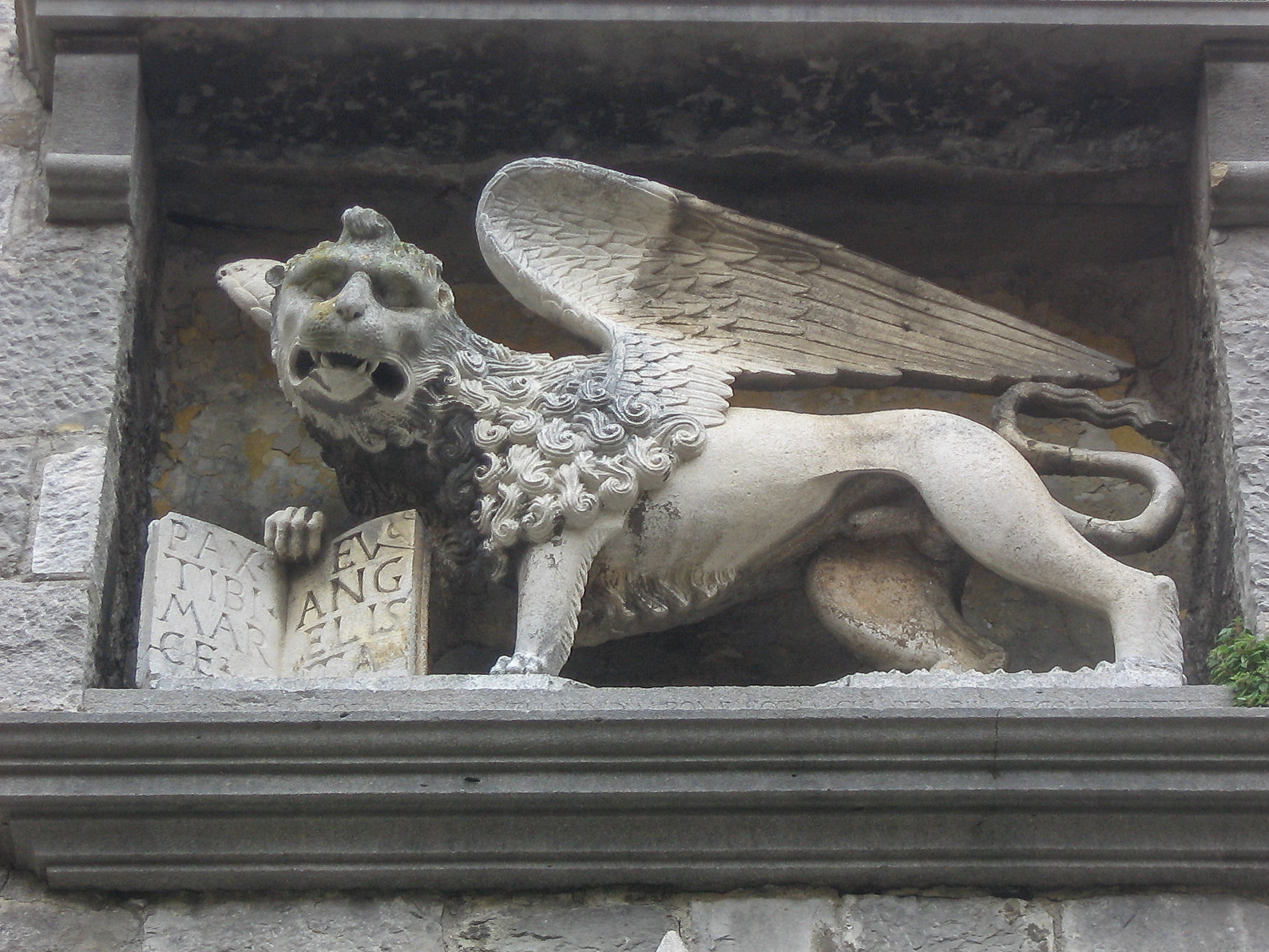
Pfarrkirche Mariä Geburt in Labin

Zu sehen ist der Markuslöwe – ein geflügelter Löwe mit Buch und erhobener Pranke – an zahlreichen Orten Venedigs, in allen Städten des ehemals venezianischen Herrschaftsbereichs, auf den vielen Historienbildern und überall im Dogenpalast.

## Flaggen und Wappen
Der Markuslöwe war das Wappentier der Seerepublik Venedig, daher auch ihrer Kriegs- und Handelsflotte. Noch heute hat die italienische Marine den Markuslöwen sowohl im Wappen als auch als Abzeichen. Auch die Stadt Venedig und die Provinz Venetien führen den Markuslöwen als Wappentier. Damit ist er eine gemeine Figur. Er ist ein Löwe mit Eigenname. Sein Erscheinungsbild ist mit dem Namen eng verbunden.
Die heutige inoffizielle Flagge der griechischen Region Ionische Inseln zeigt einen Markuslöwen.

Flagge der Republik Venedig
Flagge der Region Venetien
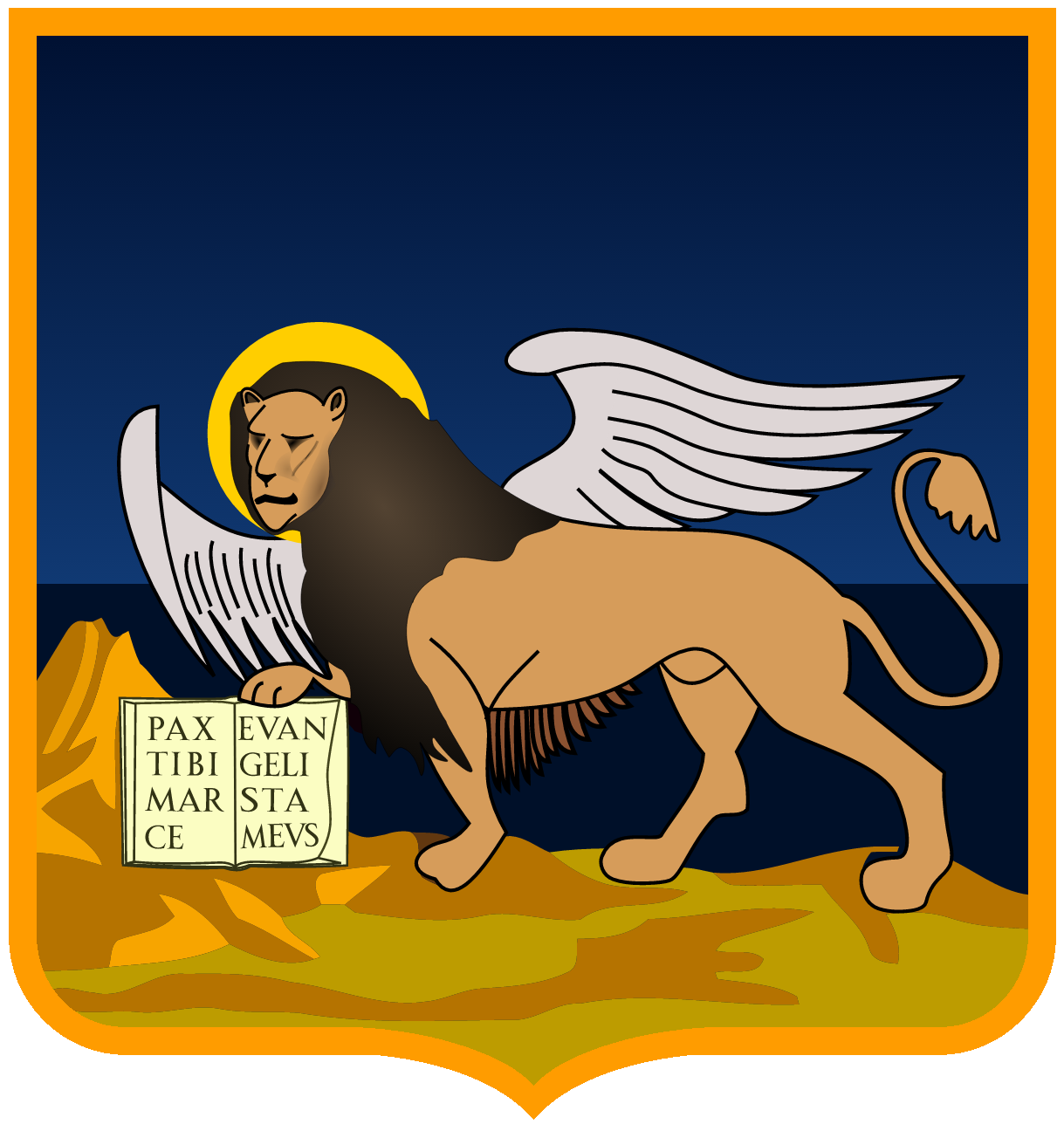
Wappen der Region Venetien
Wappen der Metropolitanstadt Venedig
Flagge der Repubblica di San Marco (1848–1849)
Bugsprietflagge der italienischen Marine
Papstwappen Johannes Pauls I.
Flagge der Republik der Ionischen Inseln (1800–1815)

Beringhausen/Sauerland
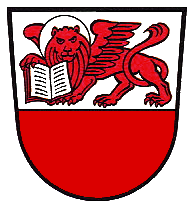
Binsdorf/Zollernalb
Civezza
Lostallo
Markbronn
Marxzell
Oberickelsheim
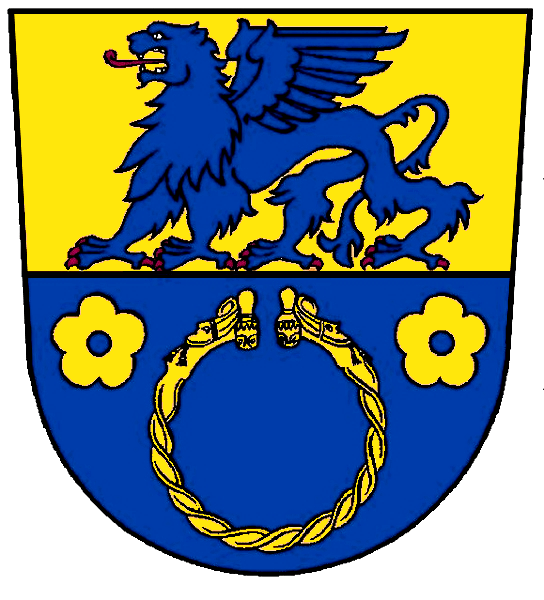
Wappen von Reinheim/Bliesgau
Saint-Marc-Jaumegarde
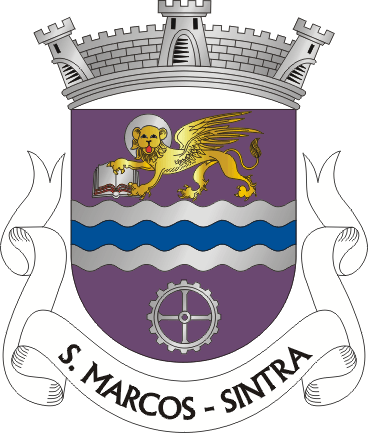
São Marcos (Sintra)

## Unternehmen
Die 1831 in Triest gegründete und inzwischen fünftgrößte Versicherung der Welt Generali Group oder Assicurazioni Generali führt den Markuslöwen als Markenzeichen. Zahlreiche andere Unternehmen in Venedig und im Veneto haben das Symbol ebenfalls übernommen.
Im Hauptbahnhof Wien steht ein Markuslöwe als restaurierte Figur aus Sandstein und dient als Treffpunkt. Von ehemals acht solchen aus dem Jahr 1873, die das Dach des vormaligen Südbahnhofs zierten und auf die Südbahnstrecke nach Triest hinwiesen, ist nur noch eine weitere erhalten – in Laxenburg auf dem Franz-Josef-Platz. Dieser Löwe schaut nach rechts, während der Löwe im Hauptbahnhof nach links sieht.

## Entdecker Nordamerikas

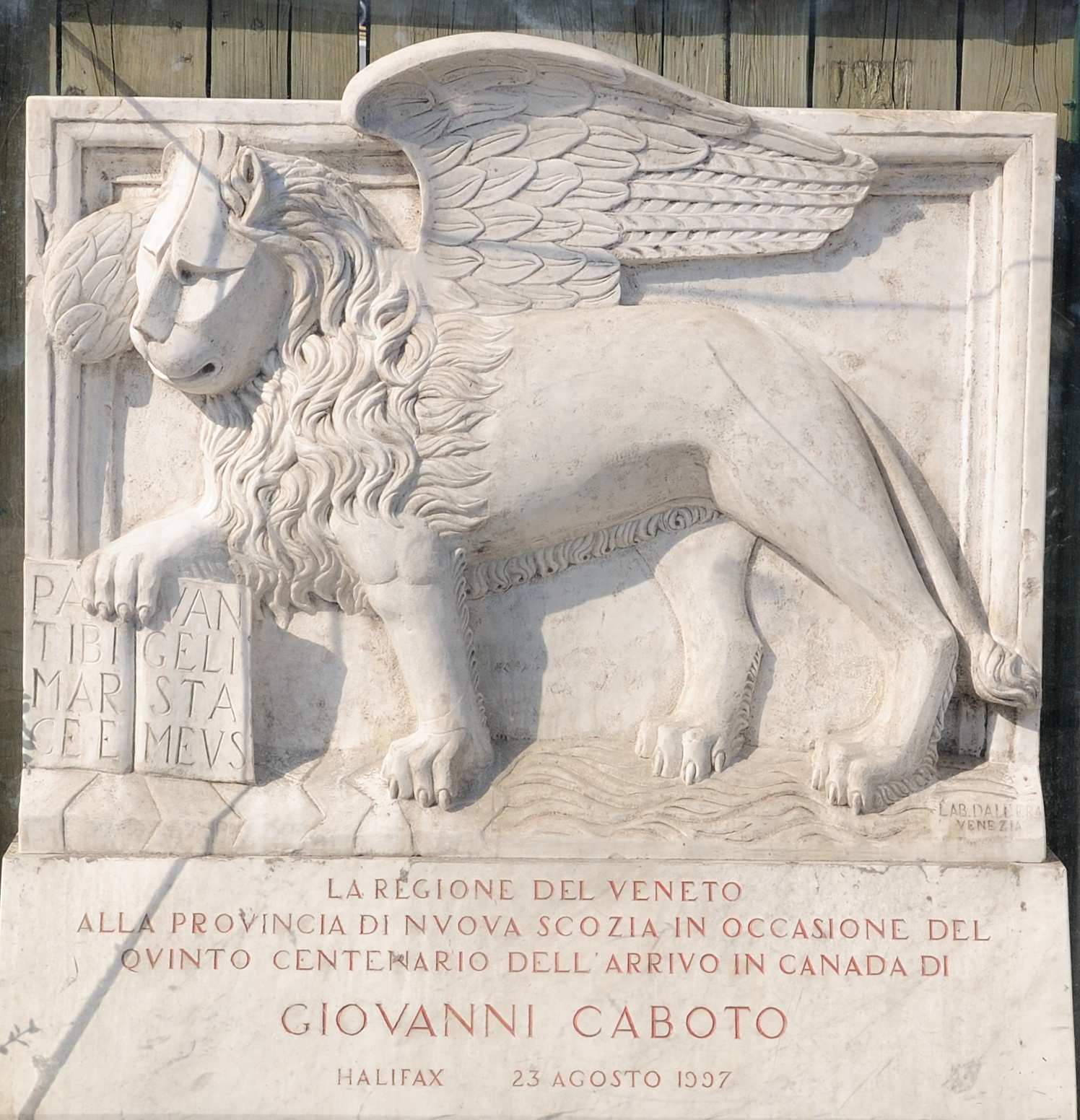
Halifax: Gedenktafel zum 500. Jahrestag der Landung Cabotos

Zur 500-Jahr-Feier der Entdeckung Nordamerikas durch den lange in Venedig lebenden Giovanni Caboto (1497) widmete die Region Veneto der kanadischen Provinz Nova Scotia eine am Hafen Halifax aufgestellte Gedenktafel. Der geflügelte Markuslöwe des Steinreliefs darauf hält mit einer Vorderpranke ein stehendes, geöffnetes Buch.